# Finsko na Zimních olympijských hrách 1932
Finsko na Zimních olympijských hrách 1932 v Lake Placid reprezentovalo 8 mužů. Nejmladším účastníkem byl Ossi Blomqvist (23 let, 268 dní), nejstarší pak Tauno Lappalainen (33 let, 339 dní). Reprezentanti vybojovali 3 medaile, z toho 1 zlatou, 1 stříbrnou a 1 bronzovou.

## Medailisté
| Medaile | Jméno           | Sport         | Disciplína |
| ------- | --------------- | ------------- | ---------- |
| Zlato   | Veli Saarinen   | Běh na lyžích | Muži 50 km |
| Stříbro | Väinö Liikkanen | Běh na lyžích | Muži 50 km |
| Bronz   | Veli Saarinen   | Běh na lyžích | Muži 18 km |